# Carl Larsson
Carl Larsson (Gamla stan, 28 de maio de 1853 – Sundborn, Dalecárlia, 22 de janeiro de 1919) foi um dos mais importantes pintores do realismo na Suécia do século XIX. É provavelmente o pintor sueco mais conhecido, famoso pelas suas aguarelas, retratando a vida familiar e os interiores de sua casa na pequena aldeia de Sundborn, perto de Falun, na província histórica da Dalecárlia.

## Biografia
Carl Larsson nasceu em Gamla Stan, uma antiga região de Estocolmo, em 28 de maio de 1853. Sua família era muito pobre e Carl cresceu em tristes circunstâncias. O único brilho de esperança era seu forte talento artístico, que apareceu mais tarde em sua vida. Quando ele tinha treze anos seu professor o convenceu a tentar uma vaga na Principskolan, um departamento temporário da Academia de Arte. Durante os primeiros anos na Principskolan, Carl encontrou dificuldade de adaptação. Seu senso de inferioridade social o fez sentir um estranho. Mas quando tinha dezesseis anos, ele foi transferido para uma escola antiga, o mais simples departamento da Academia de Arte. Ele começou a sentir-se mais confiante e não demorou para que se tornasse uma das figuras centrais do círculo de estudantes.
Depois da Academia de Arte, Carl trabalhou na ilustração de livros, revistas e jornais diários. Ele também gastou muitos anos em Paris onde tentou se manter como um artista, mas apesar de todo o seu duro trabalho nunca encontrou sucesso. A reviravolta veio em 1882 quando ele se mudou para Grez, uma colônia escandinava de artistas fora de Paris. E foi lá que ele conheceu sua futura esposa Karin Bergöö e onde houve uma transformação artística, depois de abandonar suas pretensões de pintura a óleo em favor da aquarela – uma mudança de sorte que significaria em partes no seu desenvolvimento artístico. E foi em Grez que ele pintou algum de seus trabalhos mais significantes.
Carl e Karin se casaram em 1883 e tiveram oito filhos (um deles morreu com dois meses). Karin e seus filhos tornaram-se rapidamente os modelos favoritos de Carl.
De volta à Suécia, Carl Larsson aderiu aos "opositores" (opponenterna), desenvolvendo um estilo decorativo inspirado no estilo jugend e na arte japonesa.
O pai de Karin, Adolf Bergöö, deu a casa Lilla Hyttnäs para Carl e Karin em 1888. O minúsculo chalé de madeira, que foi construído em 1837, tornou-se o centro artístico do pintor. Lilla Hyttnäs, localizado em Sundborn, manteve-se na família Larsson por gerações é agora administrada pela família legítima de Carl e Karin Larsson.

## Galeria
Larsson ficou famoso por suas pinturas em aquarela, especialmente a coleção de 26 aquarelas encontradas em seu livro Ett Hem (Uma Casa) de 1899, as 32 em seu livro Larssons (Os Larssons) de 1902, e as 31 em seu livro Åt solsidan (O Lado Ensolarado) – todos eles ilustrando a vida simples do campo de sua família e tendo uma enorme influência no design de interior sueco para as gerações seguintes. A seguir algumas dessas aquarelas da coleção Ett Hem:

Frukost under stora björken ("Café da manhã debaixo de um grande vidoeiro"), 1896.
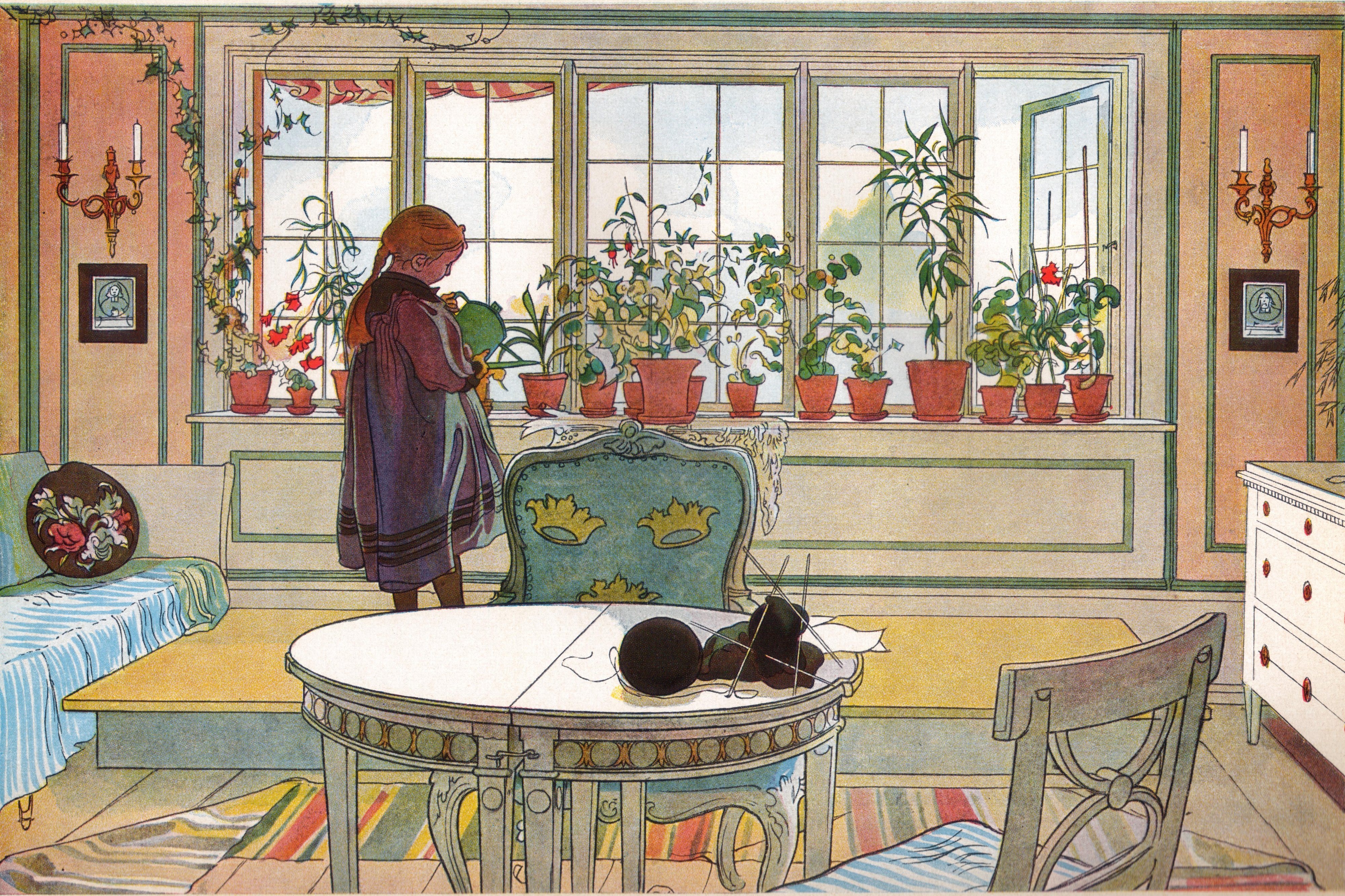
Flores na janela (Blomsterfönstret) provavelmente de 1894
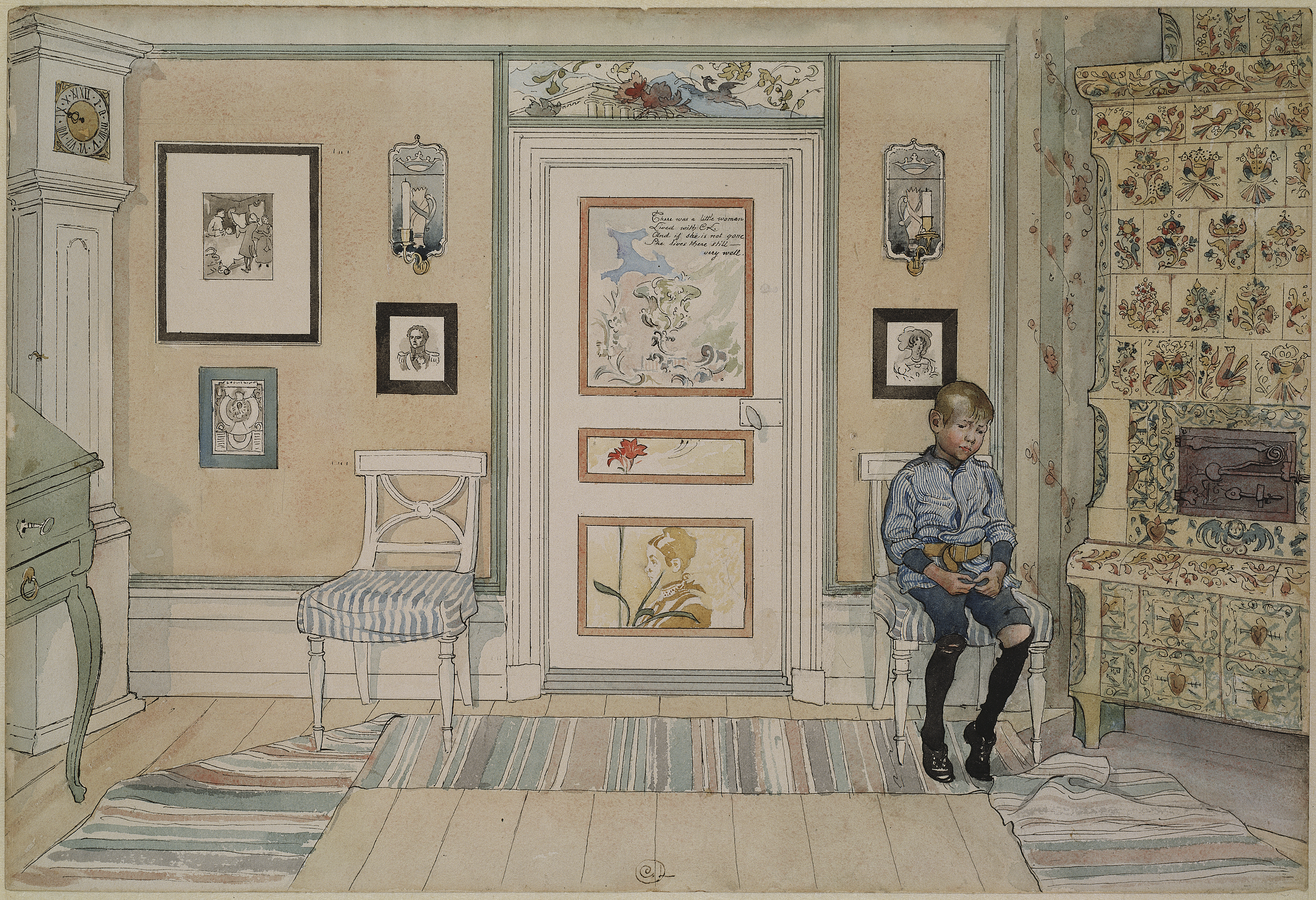
Proscritos (Skamvrån) de 1894
O quarto da mãe e das meninas (Mammas och småflickornas rum)
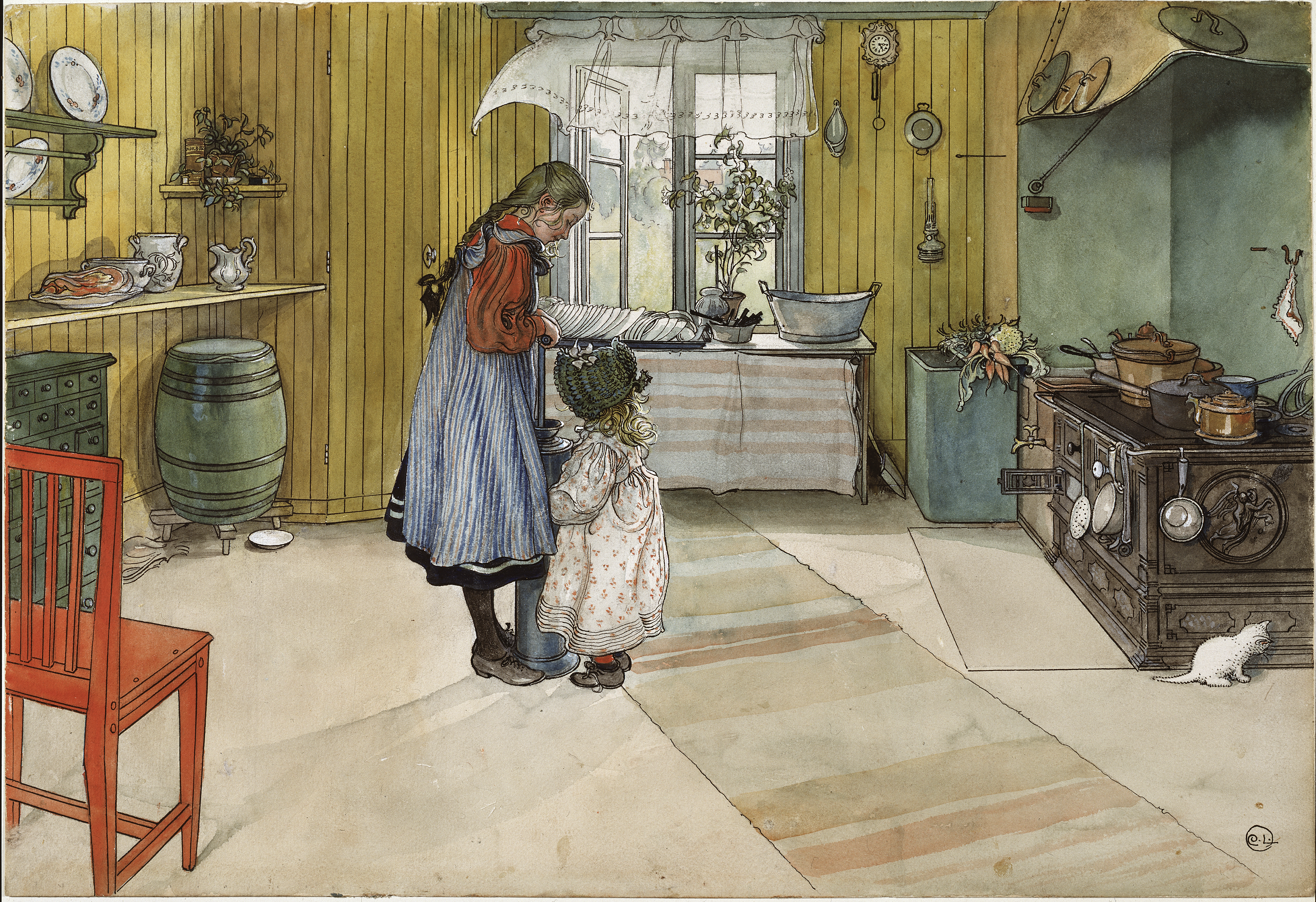
A Cozinha (Köket) de 1898
Dia do Nome na Armazenagem de Casa (Namnsdag på härbret )
Lisabeth Pescando (Lisbeth metar) de 1898
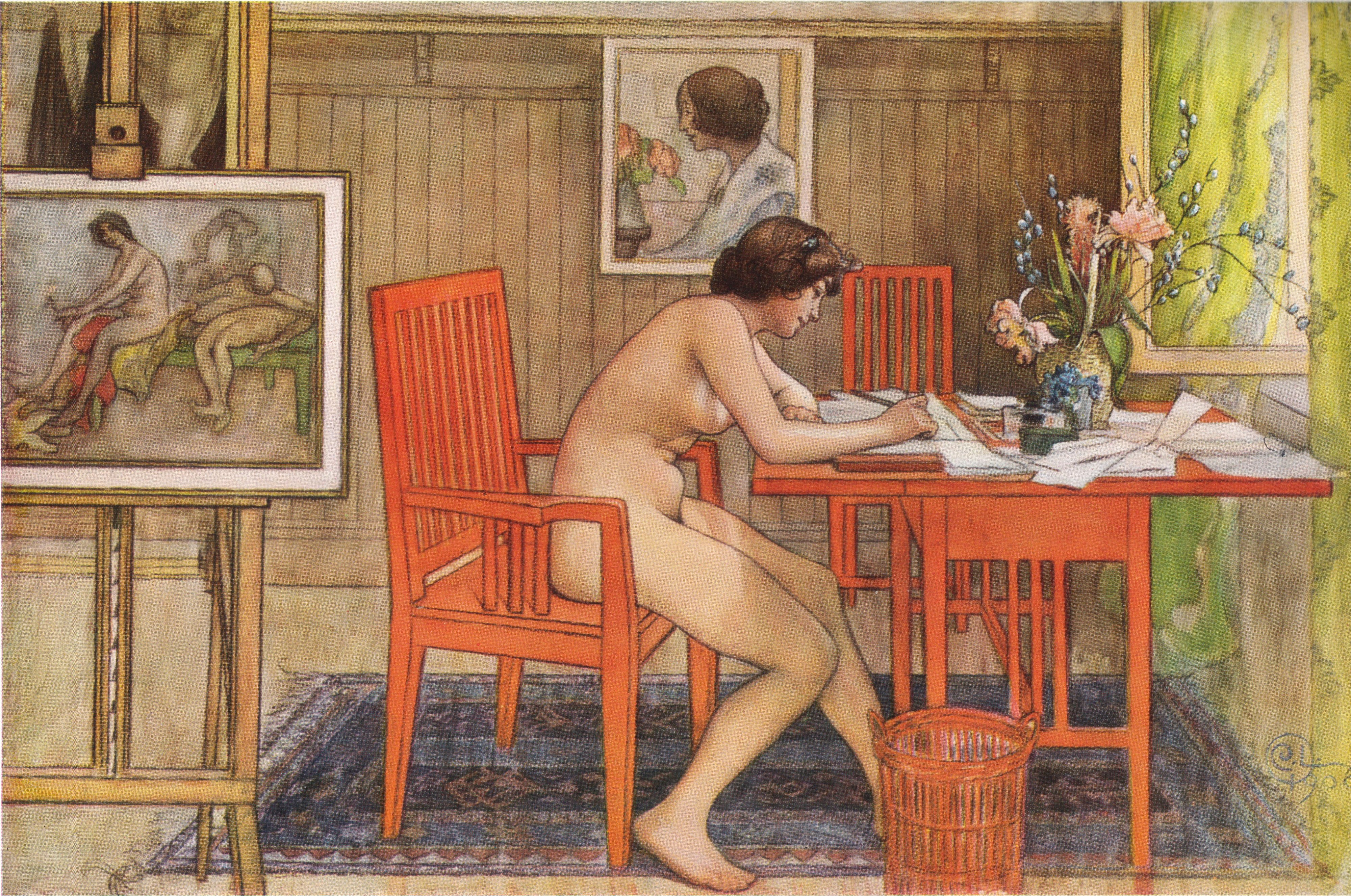
Modelo escrevendo postais (Modellen skriver vykort)

## Obras monumentais
Carl Larsson produziu duas grandes obras monumentais, expostas no Museu Nacional de Belas-Artes em Estocolmo (Nationalmuseum): Midvinterblot e Gustav Vasas intåg.

Midvinterblot, 1915 (O ritual pagão nórdico do inverno)
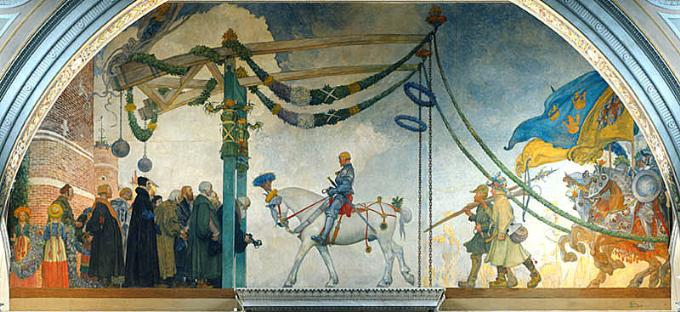
Gustav Vasas intåg, 1908 (A entrada de Gustav Vasa em Estocolmo em 1523)